# Præsidentvalget i Tyskland 1932
Præsidentvalget i Tyskland 1932 var det andet og sidste valg til posten som rigspræsident. Den siddende præsident, den partiløse Paul von Hindenburg, var blevet valgt ved præsidentvalget i 1925, og hans syvårsperiode sluttede derfor i maj 1932.
Efter anden valgomgang blev Hindenburg genvalgt for en ny syvårsperiode. Hans stærkeste modkandidat var nazisten Adolf Hitler fra NSDAP.
I Weimarrepublikken havde præsidenten store beføjelser, og Hindenburg spillede en vigtig rolle, frem til han modstræbende måtte udnævne Hitler til Tysklands kansler i januar 1933.

## Valgsystem
I henhold til den dagældende forfatning måtte der – dersom ingen kandidat opnåede et absolut flertal (mere end 50 %) i første valgrunde – holdes en anden runde, hvor den, som fik flest stemmer, vandt valget. Det var tilladt for en gruppering at nominere en alternativ kandidat i anden runde.

## Første valgrunde 13. marts
Resultaterne fra første valgrunde:
| Kandidat            | Stemmer (%)       | Parti                                                  |
| ------------------- | ----------------- | ------------------------------------------------------ |
| Paul von Hindenburg | 18.651.497 (49,6) | Partiløs                                               |
| Adolf Hitler        | 11.339.446 (30,2) | Nationalsozialistische Deutsche Arbeiterpartei (NSDAP) |
| Ernst Thälmann      | 4.983.341 (13,2)  | Kommunistische Partei Deutschlands (KPD)               |
| Theodor Duesterberg | 2.557.729 (6,8)   | Deutschnationale Volkspartei (DNVP)                    |

Valgdeltagelsen var på 86,2%.

## Anden valgrunde 10. april
Resultater fra anden valgrunde:
| Kandidat            | Stemmer (%)       | Parti                                                  |
| ------------------- | ----------------- | ------------------------------------------------------ |
| Paul von Hindenburg | 19.359.983 (53,1) | Partiløs                                               |
| Adolf Hitler        | 13.418.517 (36,7) | Nationalsozialistische Deutsche Arbeiterpartei (NSDAP) |
| Ernst Thälmann      | 3.706.759 (10,1)  | Kommunistische Partei Deutschlands (KPD)               |

De tre kandidater i anden valgrunde
- Maleri af Hindenburg fra 1927
- Hitler på et billede fra 1932
- Thälmann på et billede fra januar 1932